# Salanx ariakensis
Salanx ariakensis is een straalvinnige vissensoort uit de familie van ijsvissen (Salangidae). De wetenschappelijke naam van de soort is voor het eerst geldig gepubliceerd in 1902 door Kishinouye.